# Karl Leister
Pour les articles homonymes, voir Leister.
Karl Leister (né le 15 juin 1937 à Wilhelmshaven) est un clarinettiste allemand.

## Biographie
Son premier professeur de musique fut son père qui jouait de la clarinette basse à l'orchestre RIAS de Berlin. De 1953 à 1956 Leister fait ses études à la Musikhochschule de Berlin. Il devint ensuite clarinette solo de l'orchestre de l'Opéra comique de Berlin. En 1959, Herbert von Karajan l'invite à l'Orchestre philharmonique de Berlin. C'est là que Leister joue jusqu'en 1993. Karajan a beaucoup influencé son style d'interprétation et sa carrière.
Au début des années 1960, Leister commence à se produire comme soliste et musicien de chambre et réalise alors quelques enregistrements. En 1986, il fonde l'ensemble "Les solistes de Berlin" dont les participants sont des musiciens de l'Orchestre philharmonique de Berlin, de l'Orchestre radiophonique de Berlin, des étudiants de l'université Mozarteum de Salzbourg ou de la Musikhochschule de Cologne.
Dans les années 1980 et 1990, Leister réalise de nombreux enregistrements chez Teldec, Sony Classical, EMI, Deutsche Grammophon Gesellschaft, BIS, Camerata, Orfeo ou bien d'autres compagnies de disque. Parmi ses interprétations les plus célèbres, on peut citer les concertos de Wolfgang Amadeus Mozart, Carl Maria von Weber et de Louis Spohr, dont il passe pour l'un de meilleurs exécutants.
En 1994, après avoir quitté l'orchestre, il est nommé professeur à la Musikhochschule de Berlin, où il travaille pendant huit ans. Il continue à enregistrer des disques ; parmi eux - Karl Leister joue les sonates romantiques, qui contient des compositions de Felix Mendelssohn, Max Reger, Gioachino Rossini et Carl Nielsen.